# Альфред Етелінг
Альфред Етелінг (англ. Alfred Atheling; бл. 1005 — 5 лютого 1036) — англосаксонський принц з Вессекської династії, син короля Англії Етельреда Нерозумного та Емми Нормандської. Етелінг, що загинув у боротьбі за владу в Англії після смерті Кнуда Великого.

## Біографія
У 1013 році в Англію вторгся данський король Свен І Вілобородий. Країна була підкорена вікінгами і батько Альфреда, король Етельред, з сім'єю змушений був втекти в Нормандію. Після його смерті в 1016 році Альфред з братами і сестрами виховувалися при дворі нормандського герцога Річарда ІІ, який був братом їх матері, Емми. Діти Етельреда все ще претендували на владу в Англії, однак при житті Кнуда Великого, сина Свена І, який об'єднав корони Данії, Швеції і Норвегії, у них не було шансів вернутись на Батьківщину.
Після смерті короля Кнуда у 1036 році Альфред вирушив до Англії, ймовірно бажаючи відвідати свою матір, яка проживала у Вінчестері. Тим часом владу в Англії захопив бастард Канута, Гарольд Заяча Лапа, прихильники якого, на чолі з ерлом Вессекса, Годвіном захопили Альфреда разом з його супутниками в полон. Останніх невдовзі перебили, а принца осліпили та кинули у в'язницю, де він загинув від отриманих ран. Смерть Альфреда викликала невдоволення в Нормандії та Данії, де правив Хардекнуд, син Кнуда Великого та Емми, єдиноутробний брат Альфреда. У 1040 році він вторгся в Англію та підкорив її.
Участь ерла Годвіна в осліплені та вбивстві Альфреда стала причиною того, що в 1051 р., після приходу до влади в Англії брата Альфреда, Едуарда Сповідника, Годвін був розбитий новим королем та позбавлений влади.